# Ash
Ash je rocková skupina, která vznikla v Downpatricku (Severní Irsko) v roce 1992. Když skupina poprvé prorazila, byla považována za britpopovou kapelu, což však nebylo přesné zařazení, protože skupina přejímá řadu prvků z různých žánrů jako punk či hard rock. Název Ash si vybrali podle prvního slova, které se jim zalíbilo ve slovníku.

## Historie

### Začátky, Trailer, 1977 (1992-1997)
V letech 1992 a 1993 nahráli Ash několik demo nahrávek, obsahujících některé písně, které byly vydány v roce 1994 na minialbu Trailer. Toto album obsahovalo pouze 7 skladeb, z kterých byly později vybrány tři singly - "Petrol", "Uncle Pat" a v roce 2002 i "Jack Names Planet".
Roku 1995 vydala skupina tři přelomové singly - "Kung Fu", "Girl From Mars" a "Angel Inceptor", z desky 1977, která vyšla v květnu roku 1996. Toto album bylo pojmenováno po roce ve kterém se narodili Tim Wheeler a Mark Hamilton a ve kterém byla uvedena do kin Star Wars Epizoda IV. Vydání 1977 předcházelo uvolnění singlu Goldfinger. Album "1977" dosáhlo na první příčku v žebříčku prodejnosti ve Velké Británii a všechny singly z něj, kromě Kung Fu se dostali do první dvacítky Britského i Irského žebříčku singlů. Z "1977" vyšla jako singl ještě píseň "Oh Yeah" a skladba "Lose Control" byla obsažena ve hře Gran Turismo.

## Diskografie

### Studiová alba
| Datum vydání     | Název alba                | Vydavatelství |
| ---------------- | ------------------------- | ------------- |
| Listopad 1994    | Trailer                   | Infectious    |
| 6. května 1996   | 1977                      | Infectious    |
| 5. října 1998    | Nu-Clear Sounds           | Infectious    |
| 23. dubna 2001   | Free All Angels           | Infectious    |
| 17. května 2004  | Meltdown                  | Infectious    |
| 2. července 2007 | Twilight Of The Innocents |               |
| 2015             | Kablammo!                 |               |
| 2018             | Islands                   |               |

### Singlový formát
Po vydání jejich finálního alba Twilight Of The Innocents se , kvůli zklamání z prodejů poslední desky a jejímu špatnému umístění v žebříčcích, Ash rozhodli přejít na singlový formát. Do budoucna už budou vydávat pouze singlové série. První série začíná na začátku září 2009 a končí na konci roku 2010, jmenuje se A-Z Series a obsahuje 26 singlů, které budou vypouštěny ke stáhnutí jednou za dva týdny. Později vyjde každý singl i na vinylu a na CD. K nejzásadnějším písním bude natočen videoklip.
| Písmeno | Název singlu       | Datum vydání      | Dostupnost      |
| ------- | ------------------ | ----------------- | --------------- |
| A       | True Love 1980     | 12. října 2009    | Stáhnutí, Vinyl |
| B       | Joy Kicks Darkness | 26. října 2009    | Stáhnutí, Vinyl |
| C       | Arcadia            | 9. listopadu 2009 | Stáhnutí, Vinyl |
| D       | Tracers            | 9. listopadu 2009 | Stáhnutí, Vinyl |
| E       | The Dead Disciples | 7. prosince 2009  | Stáhnutí, Vinyl |
| F       | Pripyat            | 21. prosince 2009 | Stáhnutí, Vinyl |
| G       | Ichiban            | 4. ledna 2010     | Stáhnutí, Vinyl |
| H       | Space Shot         | 18. ledna 2010    | Stáhnutí, Vinyl |
| I       |                    | února 2010        | Stáhnutí, Vinyl |

### Singly
| Datum vydání    | Název singlu           | Vydavatelství |
| --------------- | ---------------------- | ------------- |
|                 | Jack Names The Planets |               |
|                 | Petrol                 |               |
|                 | Uncle Pat              |               |
|                 | Kung Fu                |               |
|                 | Girl From Mars         |               |
|                 | Angel Interceptor      |               |
|                 | Goldfinger             |               |
|                 | Oh Yeah                |               |
|                 | A Life Less Ordinary   |               |
|                 | Jesus Says             |               |
|                 | Wildsurf               |               |
|                 | Shining Light          |               |
|                 | Burn Baby Burn         |               |
|                 | Sometimes              |               |
|                 | Candy                  |               |
|                 | There's a Star         |               |
|                 | Walking Barefoot       |               |
|                 | Envy                   |               |
|                 | Jack Names the Planets |               |
|                 | Clones                 |               |
|                 | Orpheus                |               |
|                 | Starcrossed            |               |
| 19. února 2007  | I Started A Fire       |               |
| 16. dubna 2007  | You Can't Have It All  |               |
| 18. června 2007 | Polaris                |               |
| 10. září 2007   | End Of The World       |               |
| 18. května 2009 | Return Of White Rabbit |               |

### EP
| Datum vydání   | Název singlu                     | Vydavatelství |
| -------------- | -------------------------------- | ------------- |
| 26. dubna 1999 | Numbskull                        |               |
| Květen 2003    | Satellite Transmissions Volume 1 |               |

### Demo nahrávky
| Datum vydání  | Název singlu       | Vydavatelství |
| ------------- | ------------------ | ------------- |
| Červenec 1992 | Solar Happy        |               |
| Září 1992     | Shed               |               |
| Listopad 1992 | Home Demo          |               |
| Únor 1993     | Garage Girl        |               |
| 1993          | Pipe Smokin' Brick |               |

### Videa
| Datum vydání      | Název singlu | Vydavatelství |
| ----------------- | ------------ | ------------- |
| 29. prosinec 2003 | Tokyo Blitz  |               |